# Heterotanais oerstedii
Heterotanais oerstedii is een naaldkreeftjessoort uit de familie van de Leptocheliidae. De wetenschappelijke naam van de soort is voor het eerst geldig gepubliceerd in 1842 door Kroyer.